# Gestion des frais d'établissement
Pour les articles homonymes, voir GFE.
Gestion des frais d'établissement (GFE) est un logiciel utilisé par les établissements scolaires du ministère français de l'Éducation nationale. Il est conçu pour assister les établissements dans la gestion de leur comptabilité et de leurs finances, en particulier en ce qui concerne le suivi et le contrôle des dépenses liées à leur fonctionnement.

## Fonctionnalités
GFE offre plusieurs fonctionnalités clés pour la gestion financière des établissements scolaires :
- Gestion budgétaire : élaboration, suivi et ajustement du budget de l'établissement[2].
- Suivi des dépenses et des recettes : enregistrement et suivi des opérations financières, y compris les paiements aux fournisseurs et les encaissements[3].
- Gestion des immobilisations : suivi des biens matériels de l'établissement, de leur acquisition à leur amortissement[4].
- Édition de rapports financiers : génération de documents financiers requis par l'administration centrale ou pour les besoins internes de l'établissement[5].

## Intégration avec d'autres systèmes
GFE est conçu pour s'intégrer avec d'autres applications utilisées par l'Éducation nationale, telles que :
- SIECLE : système d'information pour le suivi et l'évaluation des élèves[6].

- Apogée : logiciel de gestion des inscriptions et des parcours étudiants dans l'enseignement supérieur[7].

## Historique
Le développement de GFE a été initié pour moderniser et standardiser la gestion financière des établissements scolaires en France. Depuis sa mise en place, le logiciel a subi plusieurs mises à jour pour s'adapter aux évolutions réglementaires et aux besoins des utilisateurs.